# Bellentre
Bellentre är en kommun i departementet Savoie i regionen Auvergne-Rhône-Alpes i sydöstra Frankrike. Kommunen ligger i kantonen Aime som tillhör arrondissementet Albertville. År 2018 hade Bellentre 891 invånare.

## Befolkningsutveckling
Antalet invånare i kommunen Bellentre
| Referens: INSEE |